# Desastre aéreo com a Hendrick Motorsports
O desastre aéreo com a Hendrick Motorsports aconteceu em 24 de outubro de 2004, quando um avião Beechcraft Super King Air 200 (prefixo N501RH) pertencente à Hendrick Motorsports caiu em uma região montanhosa na comuna de Stuart, no estado norte-americano da Virgínia, quando estava se aproximando do Aeroporto Blue Ridge, na cidade de Martinsville, onde seria realizada a Subway 500, válida pela Nextel Cup.
Todos os 10 ocupantes do avião (8 passageiros e 2 tripulantes) morreram, entre eles o presidente da equipe, John Hendrick, o piloto Ricky Hendrick, o gerente-geral Jeff Turner e o preparador de motores Randy Dorton, além dos pilotos da aeronave (Richard Tracy e Elizabeth Morrison).

## O acidente

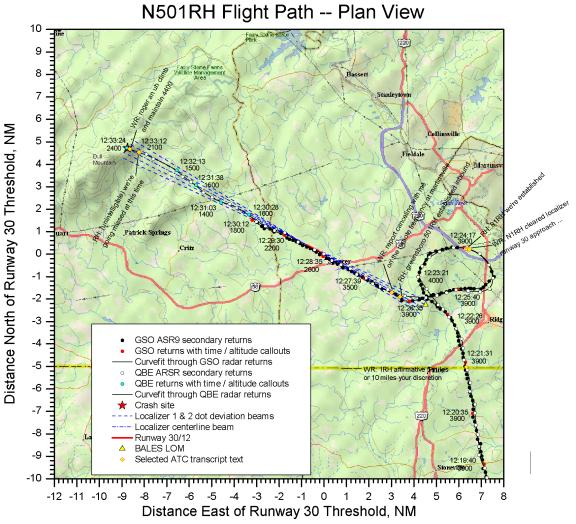
Rota do avião

O avião partiu do Aeroporto Regional de Concord, na Carolina do Norte, com 10 passageiros a bordom e teria como destino a cidade de Martinsville, onde a Hendrick Motorsports disputaria a Subway 500, oitava etapa da NASCAR Nextel Cup de 2004.
Às 15 horas da tarde (horário local), o Beechcraft Super King Air 200 foi dado como desaparecido, enquanto o Corpo de Bombeiros e a Polícia pastrulharam a região onde ocorreu o acidente. Durante a corrida, uma equipe de buscas da Patrulha Aérea Civil encontrou destroços do avião no topo da Bull Mountain, e após a remoção, os corpos foram encontrados às 11 horas e 5 minutos da noite. Além de John Hendrick, Ricky Hendrick, Jeff Turner, Randy Dorton, Richard Tracy e Elizabeth Morrison, morreram no acidente Kimberly e Jennifer Hendrick (filhas gêmeas de John), Joe Jackson (executivo da DuPont) e o também piloto Scott Lathram.
A NASCAR recebeu a notícia do acidente durante a Subway 500, vencida por Jimmie Johnson, que  não fez a comemoração em sinal de respeito. Após a prova, a categoria chamou os integrantes da Hendrick para i trailer de operações móvel, para divulgar os detalhes do acidente.

## Consequências
Em fevereiro de 2005, Marshall Carlson, genro de Rick Hendrick, foi contratado como novo gerente-geral da equipe.